# Municipio de Center (condado de Rawlins)
El municipio de Center (en inglés, Center Township) es un municipio del condado de Rawlins, Kansas, Estados Unidos. Tiene una población estimada, a mediados de 2021, de 322 habitantes.
Abarca una zona exclusivamente rural.

## Geografía
Está ubicado en las coordenadas 39°43′35″N 101°7′11″O / 39.72639, -101.11972. Según la Oficina del Censo de los Estados Unidos, tiene una superficie total de 689.75 km², de la cual 689.72 km² corresponden a tierra firme y 0.03 km² son agua.

## Demografía
Según el censo de 2020, en ese momento había 308 personas residiendo en la zona. La densidad de población era de 0.45 hab./km². El 94.5 % de los habitantes eran blancos, el 0.3 % era afroamericano el 0.3 % era amerindio, el 1.0 % eran asiáticos, el 1.0 % eran de otras razas y el 2.9% eran de una mezcla de razas. Del total de la población, el 0.6 % eran hispanos o latinos de cualquier raza.